# Отелло (фильм-опера, 1979)
«Оте́лло» — цветной телефильм-опера советского режиссёра Виктора Окунцова. Экранизация одноимённой оперы Джузеппе Верди на сюжет одноимённой трагедии Уильяма Шекспира, музыкальный руководитель и дирижёр — Марк Эрмлер. Главные сольные партии исполняют звёзды Большого театра — Владимир Атлантов, Тамара Милашкина и Александр Ворошило. Фильм снят на киностудии «Ленфильм» в 1979 году.

## Сюжет
В основе этого телефильма-оперы — музыкальная композиция по одноимённой опере итальянского композитора Джузеппе Верди на сюжет одноимённой трагедии британского драматурга Уильяма Шекспира. Музыкальная трагедия, рассказывающая о вечном конфликте человеческих чувств — чистой и кроткой любви Дездемоны, безумной страсти и ревности её мужа-мавра Отелло, коварстве и подлости Яго. В гениальной музыке великого композитора ещё ярче проступают характеры героев, их страсти и переживания.

## В ролях
- Владимир Атлантов — Отелло (поёт он же)
- Милена Тонтегоде — Дездемона (поёт Тамара Милашкина)
- Александр Романцов — Яго (поёт Александр Ворошило)
- Владимир Шевельков — Кассио (поёт Лев Кузнецов)
- Вадим Фесенко — Родериго (поёт Владимир Попов)
- Ирина Черезова — Эмилия (поёт Татьяна Ерастова)
- Анатолий Шведерский — Монтано (поёт Станислав Сулейманов)
- Лев Милиндер — Лодовико (поёт Лев Вернигора)
- в массовых сценах — артисты театров Ленинграда

## Музыканты
- Симфонический оркестр и хор Государственного академического Большого театра Союза ССР
- Хормейстер — Александр Рыбнов
- Музыкальный руководитель и дирижёр — народный артист РСФСР Марк Эрмлер
- Солисты оркестра — Ю. Реентович (скрипка), Ю. Лоевский (виолончель)

## Съёмочная группа
- Режиссёр-постановщик: Виктор Окунцов
- Оператор-постановщик: Павел Засядко
- Художник-постановщик: Александр Яскевич
- Художник по костюмам: Генриетта Джагизян
- Звукооператоры: Лидия Бобова, Наталья Позен
- Редактор: Галина Мшанская

## Технические данные
- Обычный формат
- Фильм цветной
- Время: 90 минут